# Sternoptyx

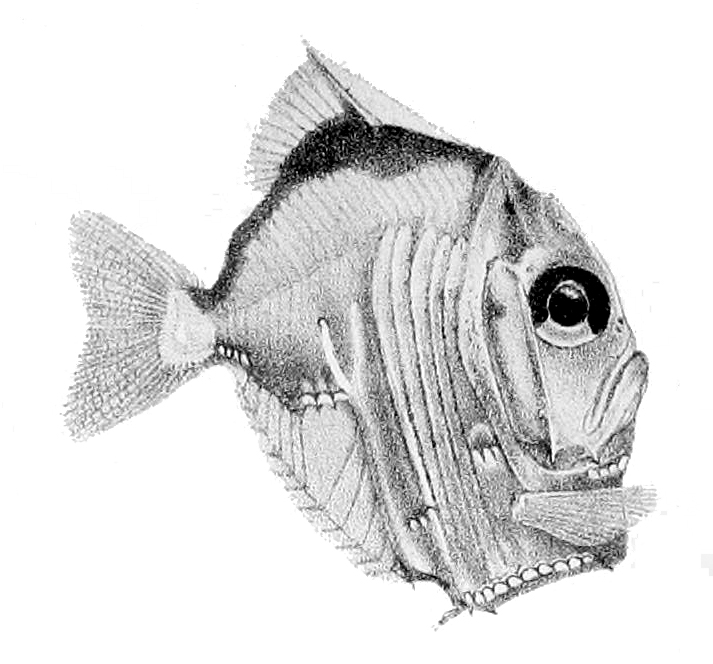
Sternoptyx diaphana

Sternoptyx és un gènere de peixos pertanyent a la família dels esternoptíquids.

## Descripció
- Fan una longitud màxima de 5-6 cm.
- Cos comprimit lateralment.
- Boca vertical.
- Aleta dorsal adiposa.
- Quilla abdominal ben definida.
- Tenen el dors fosc i els costats platejats.[3][4]

## Alimentació
Mengen peixets i crustacis.

## Hàbitat
Viuen a les aigües oceàniques de clima temperat i tropical entre 500 i 2.000 m de fondària.

## Distribució geogràfica
Són presents a tots els oceans.

## Taxonomia
- Sternoptyx diaphana (Hermann, 1781)[7]
- Sternoptyx obscura (Garman, 1899)[8]
- Sternoptyx pseudobscura (Baird, 1971)[9]
- Sternoptyx pseudodiaphana (Borodulina, 1977)[10][11][12][13][14][15][16]

## Costums
No realitzen migracions verticals diàries.